# 朝倉村 (島根県)
朝倉村（あさくらむら）は、島根県鹿足郡にあった村。現在の吉賀町の一部にあたる。

## 地理
- 河川：吉賀川、蓼野川[1]

## 歴史
- 1889年（明治22年）4月1日 - 町村制の施行により、鹿足郡朝倉村、注連川村、蓼野村の区域をもって成立[2]。
- 1954年（昭和29年）12月1日 - 鹿足郡六日市町、蔵木村と合併し、改めて六日市町が発足[1][2]。同日朝倉村廃止。

### 地名の由来
周防国朝倉の神鎮座による。